# Motoji Hanamura
Pour l’article homonyme, voir Satomi Hanamura.
Motoji Hanamura est un joueur de shogi japonais né le 18 novembre 1917 à Hamamatsu dans la préfecture de Shizuoka et mort le 25 mai 1985.
Il fut quatre fois finaliste d'un tournoi pour un titre majeur : le Kudan (en 1953 et 1955), le Meijin (en 1956) et l'Oi (en 1962).

## Biographie et carrière
Avant la Seconde Guerre mondiale, Motoji Hanamura était un joueur de go et de shogi qui gagnait sa vie en proposant de jouer des parties avec un enjeu. Lors de la Seconde Guerre mondiale, il contracta le paludisme en Chine. De retour au Japon, il passa l'examen pour devenir joueur professionnel cinquième dan.
Il  disputa la finale de la coupe NHK en 1953.
Il perdit quatre finales de titres majeurs pour :
- le titre de Kudan en 1953 et 1955, à chaque fois contre Masao Tsukada ;
- le titre de Meijin en 1956 contre Yasuharu Oyama ;
- le titre d'Oi en 1962 contre le même adversaire.

Il participa au tournoi de classe A de sélection du Meijin pendant seize années à partir de 1952, se qualifiant une dernière fois à 60 ans pour le tournoi A 1978-1979, ce qui reste un record de promotion pour le Meijin.
Il a été classé 8e dan à partir de 1952 et 9e dan en 1976. Il est mort en 1985 alors qu'il était toujours actif.